# Južno federalno okrožje
Južno federalno okrožje (rusko Южный федеральный округ, latinizirano: Južnyj federal'nyj okrug) je federalno okrožje v Rusiji in s tem ena izmed upravnih enot najvišje ravni po federalni strukturi Rusije. Upravni sedež je v Rostovu na Donu. Drugi največji mesti v okrožju sta Volgograd in Krasnodar.

## Podenote
Ruske republike uživajo veliko mero avtonomnosti v mnogih zadevah in ustrezajo nekaterim narodnim manjšinam v Rusiji. V tem zveznem okrožju sta republiki Adigeja (glavno mesto Majkop) in Kalmikija (Elista), 3 oblasti: Astrahanska oblast (Astrahan), Rostovska oblast (Rostov na Donu), Volgograjska oblast (Volgograd) in Krasnodarski okraj (Krasnodar).
Okrožju pripadata tudi z Ukrajino sporni ozemlji Republike Krim (Simferopol) in samostojnega mesta Sevastopol. Ti dve ozemlji sta v splošnem priznani kot del Ukrajine.